# Axinella minuta
Axinella minuta är en svampdjursart som beskrevs av Claude Lévi 1957. Axinella minuta ingår i släktet Axinella och familjen Axinellidae. Inga underarter finns listade i Catalogue of Life.